# Manas He
Manas He är ett vattendrag i Kina. Det ligger i den autonoma regionen Xinjiang, i den nordvästra delen av landet, omkring 280 kilometer nordväst om regionhuvudstaden Ürümqi.
Genomsnittlig årsnederbörd är 199 millimeter. Den regnigaste månaden är juli, med i genomsnitt 46 mm nederbörd, och den torraste är mars, med 5 mm nederbörd.